# Гриу Лянка Георгіївна
Лянка Георгіївна Гриу (рум. Leanca Grâu з 5 до 18 років працювала під псевдонімом Ляна Ільницька; нар.. 22 листопада 1987, Москва, Російська РФСР) — російська актриса театру і кіно.

## Біографія
Народился 22 листопада 1987 року в Москве.
Батько — Георгій (Георге) Гриу (нар.. 17 вересня 1961), молдавський актор. Мати — актриса Стелла Володимирівна Ільницька (нар. 7 грудня 1964). Батьки розлучилися, коли Лянка була ще дитиною, і батько більше не підтримував зв'язки з родиною.
Вперше знялася в кіно в чотирирічному віці. На той момент її мати закінчувала ВДІК і разом з донькою жила в гуртожитку. У коридорах інституту помітили випадково, а через деякий час їй запропонували знятися в дипломній роботі у одного з режисерів — в короткометражному фільмі «Один» за оповіданням Рея Бредбері. Фільм отримав велику кількість призів у Європі, а також на невеликих молодих фестивалях.
З шестирічного віку стала ведучою дитячої програми «Тік-так» (1-й канал Останкіно, 1992—1995) за наполяганням продюсерів програми взяла псевдонім «Ляна Ільницька» за прізвищем матері, під яким працювала деякий час.
З 1995 по 1997 рік була обличчям компанії дитячого одягу «Вертекс», також знімалася в рекламі на телебаченні та працювала як дитяча модель.
Її першою великою роллю прийнято вважати роль Беккі у фільмі «Маленька принцеса» (1997) Володимира Грамматикова. Ільницька отримала приз за найкращу жіночу роль другого плану на «Московському міжнародному дитячому кінофестивалі» ім. Ролана Бикова і приз за найкращу жіночу роль на кінофестивалі «Орлятко».
У 2000 році знялася у фільмі режисера Олега Погодіна «Тріумф: Щоденник Рудого». Особливість фільму полягає в тому, що основні актори — діти, що грають у дорослі ігри, вирішальні дорослі проблеми.
У 18-річному віці, перед вступом на акторський факультет ВДІКу (курс Володимира Грамматикова), Лянка змінила псевдонім Ільницька на своє справжнє прізвище Гриу. На акторський факультет вступила з першого разу. Першу популярність здобула завдяки ролі співачки, навіженої дочки олігарха Віолетти Барінової в серіалі «Приречена стати зіркою».
У вільний від навчання, кінозйомок і фотосесій час займалася балетом і живописом, працювала в різних театрах.
У 2009 році вийшли два фільми з Гриу в головній ролі — «Повернення мушкетерів, або Скарби кардинала Мазаріні» Г. Юнгвальд-Хількевича, де вона зіграла дочку Д'Артаньяна Жаклін, і серіал «Барвіха», де Лянка зіграла Євгенію Колесніченко — «міську» ученицю елітної школи. Для ролі дочки Д'Артаньяна Гриу довелося займатися фехтуванням і верховою їздою щодня протягом двох місяців до початку зйомок.
Взимку 2011 року була обрана на роль Ірен Адлер у новому російському серіалі про пригоди Шерлока Холмса з Ігорем Петренком у головній ролі.
У 2013 році в парі з фігуристом Максимом Марініним Гриу завоювала бронзову медаль у телешоу Першого каналу Льодовиковий період-4".
У 2014 і 2015 роках акторка знялася в повнометражному фільмі «В спорті тільки дівчата» і телесеріалі Першого каналу «Тест на вагітність», визнаному найкращим серіалом 2015 року за версією РБК.
У 2016 році почала свою кар'єру в США, зігравши свою першу роль у фільмі «Impossible Monsters» і серіалі каналу FX «The Americans».

## Родина

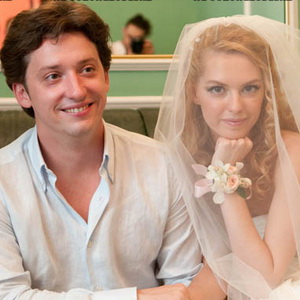
Весілля Лянки Гриу та Михайла Вайнберга 9 липня 2010 року

Батько — актор Георге Гриу (нар.. 1961), деякий час жив у притулку для бездомних в передмісті Кишинева.
Мати — Стелла Володимирівна Ільницька (нар.. 1964) — актриса.
Є зведена сестра Вероніка.
У липні 2010 року Лянка Гриу одружилася з режисером і композитором Михайлом Вайнбергом (нар.. 31 травня 1975).
20 лютого 2011 року в пари народився син Максим.

## Фільмографія
| Рік         |    | Назва                                                | Роль                       |    |
| ----------- | -- | ---------------------------------------------------- | -------------------------- | -- |
| 1992        | ф  | Один                                                 | Катя                       | ру |
| 1995        | ф  | Червона вишня                                        | Надя                       | ру |
| 1996        | ф  | Третій син                                           |                            | ру |
| 1997        | ф  | Маленька принцеса                                    | Беккі                      | ру |
| 1998        | ф  | Хто, якщо не ми                                      | Ірочка                     | ру |
| 2000        | ф  | Тріумф                                               | Катька                     | ру |
| 2001        | с  | Сищики-4                                             | Лена                       | ру |
| 2001        | ф  | Оголена натура                                       | Ксюша                      | ру |
| 2002        | с  | Головні ролі                                         | Настя                      | ру |
| 2004        | с  | Джек-пот для Попелюшки                               | Настя                      | ру |
| 2004        | тф | Вузький міст                                         | актриса в рекламі майонезу | ру |
| 2005        | с  | Золоті хлопці                                        | Ніка                       | ру |
| 2005        | ф  | Попса                                                | Лисеня                     | ру |
| 2005 — 2007 | с  | Приречена стати зіркою                               | Віолетта                   | ру |
| 2006        | ф  | Криваве коло                                         | Ніка                       | ру |
| 2006        | ф  | Шахраї                                               | Настя                      | ру |
| 2006        | с  | Служба довіри                                        | Ліля                       | ру |
| 2007        | с  | Заборонене кохання                                   | Аліса                      | ру |
| 2007        | ф  | З полум'я і світла                                   | Катя Сушкова               | ру |
| 2007        | с  | Експерти                                             | Інна                       | ру |
| 2008        | тф | Ніч закритих дверей                                  | Аліса                      | ру |
| 2008        | тф | Заходи, не бійся, виходь, не плач                    | Світла                     | ру |
| 2009        | ф  | Повернення мушкетерів, або Скарби кардинала Мазаріні | Жаклін, донька Д'Артаньяна | ру |
| 2009        | тф | 9 ознак зради                                        | Леночка                    | ру |
| 2009        | с  | Переможний вітер, ясний день                         | Анна Шевцова               | ру |
| 2009        | с  | Серце капітана Немова                                | Настя                      | ру |
| 2009        | с  | Любити і ненавидіти                                  | Ксюша                      | ру |
| 2009        | с  | Барвиха                                              | Євгенія Колесніченко       | ру |
| 2009        | тф | Ой, мамочки                                          | Оксана                     | ру |
| 2009        | с  | Брудна робота                                        | Світлана Сєрова            | ру |
| 2010        | тф | Шукаю тебе                                           | Берта                      | ру |
| 2010        | ф  | Перша ніч місяця                                     | Тоня                       | ру |
| 2010        | с  | Військова розвідка: Західний фронт                   | Світланка                  | ру |
| 2010        | ф  | Дітям до 16...                                       | Дарина                     | ру |
| 2010        | тф | Від серця до серця                                   | Женя                       | ру |
| 2011        | с  | Золоті                                               | Женя Колесніченко          | ру |
| 2011        | с  | Товариші поліцейські                                 | Поліна                     | ру |
| 2011        | ф  | Дуель                                                | Оля                        | ру |
| 2012        | ф  | Любові цілюща сила                                   | Аня                        | ру |
| 2013        | ф  | У спорті тільки дівчата                              | Джейн                      | ру |
| 2013        | с  | Жінки на межі                                        | Кіра                       | ру |
| 2013        | ф  | Мама-детектив                                        | Міла                       | ру |
| 2013        | с  | Розвідниці                                           | Хрися                      | ру |
| 2013        | с  | Шерлок Холмс                                         | Ірен Адлер                 | ру |
| 2013        | ф  | Війна принцеси                                       | Катька                     | ру |
| 2014        | с  | Дорога додому                                        | Настя Тарасова             | ру |
| 2014        | с  | Тест на вагітність                                   | Ольга Ольшанська           | ру |
| 2017        | с  | Американці                                           | Еліна Бурова               | ру |
| 2019        | с  | Тест на вагітність-2                                 | Ольга Ольшанська           | ру |
| 2019        | с  | Про що не розповість річка                           | Олена Олександрівна        | ру |
| 2020        | ф  | Гудбай, Америка!                                     | Саманта                    | ру |
| 2022        | с  | ФБР: Найбільш розшукувані                            | Поліна Сарков              | ру |

## Роботи в театрі
- «Фанта-Інфанта» за лібрето Сергія Проханова. Режисер: Сергій Проханов (Московський Театр Місяця)
- «Летить» — Білочка, антрепризний спектакль на сцені філії театру ім. Маяковського
- «Ваал». Режисер: Георг Жено (центр драматургії Казанцева і Рощина)

## Нагороди і премії
- Приз за найкращу жіночу роль другого плану на «Московському міжнародному дитячому кінофестивалі» ім. Ролана Бикова
- Приз за найкращу жіночу роль на кінофестивалі «Орлятко»